# Розвинений соціалізм
Розвинений соціалізм, Розвинутий соціалізм — радянська ідеологема, яка була вигадана та запроваджена у компартійній риториці з метою прикрити провал історичної програмної цілі монопольно панівної в СРСР КПРС — «збудови матеріально-технічної бази комунізму у СРСР до 1980 року». Стосовно хронології існування СРСР, поняттям «р.с.» називався період 1970-1980-х років[[джерело?]. 
Однією з головних цілей цієї ідеологеми була нейтралізація та знешкодження руйнівного впливу третьої програми КПРС (1961) на комуністичну ідеологію, доктрину та політичну практику КПРС.
Хронологічно «Період розвиненого соціалізму» практично збігається з т.зв. періодом застою або «брежнєвщиною».

## Передісторія
Приступаючи до соціально-економічних перетворень, В.Ленін скористався тим, що основоположники марксизму вкладали в поняття соціалізму і комунізму однаковий зміст (заміну приватної власності на засоби виробництва загальнонародною, а товарно-грошових відносин і ринку — плановим розподілом), але поділяли безкласове суспільство за рівнем розвитку продуктивних сил на дві фази. На першій, соціалістичній, фазі суспільство могло розподіляти між виробниками обмежену кількість матеріальних благ залежно від їхнього трудового вкладу: від кожного — за його здібністю, кожному — за його працею. На вищій, комуністичній, фазі досягнутий розквіт продуктивних сил забезпечував принципово інший принцип розподілу матеріальних благ: від кожного — за його здібністю, кожному — за його потребами. Отже, радянські люди мусили витримувати тимчасові, як стверджували пропагандисти, труднощі, маючи на горизонті перспективу заможного і щасливого життя.
Приймаючи Конституцію СРСР 1936, Й.Сталін заявив про перемогу соціалізму і поступовий перехід до комунізму. Соціалістичний принцип розподілу матеріальних благ був зафіксований як у цій Конституції (ст. 12), так і в усіх республіканських конституціях. Розділ I Конституції Української Радянської Соціалістичної Республіки 1937 (12 статей) був без змін запозичений із Конституції СРСР 1936. Комунізм, який мав забезпечити заможне і щасливе життя, залишався на горизонті.
Виступаючи в жовтні 1961 на XXII з'їзді КПРС, М.Хрущов указав, що Конституція СРСР 1936 застаріла. У новій Конституції, на його думку, треба було відобразити факт створення в СРСР загальнонародної держави й викласти стратегію розгорнутого будівництва комунізму. У доповіді про нову, третю за рахунком, програму КПРС він заявив, що за 10 років, у 1971, СРСР випередить США за економічним потенціалом, а до 1980 його продуктивні сили досягнуть розквіту, здатного в основному забезпечити комуністичний принцип розподілу матеріальних благ. «Щоб підготувати суспільство до принципів комунізму, — говорив він, — треба добитися гігантського рівня продуктивних сил, створити достаток матеріальних і духовних благ. А для цього потрібний певний час. Чаша комунізму — це чаша достатку, вона завжди повинна бути наповнена по вінця. Кожний повинен вносити до неї свій вклад і кожний із неї вичерпувати. Було б непоправною помилкою декретувати запровадження комунізму, коли не визріли всі необхідні умови. Якби ми оголосили, що вводимо комунізм в умовах, коли чаша ще далеко не повна, то довелося б черпати не по потребах. Ми б тільки скомпрометували ідеї комунізму, підірвали ініціативу трудящих і затримали рух до комунізму. Ми керуємося строго науковими розрахунками. А розрахунки показують, що за 20 років ми побудуємо в основному комуністичне суспільство».
Прийнята цим з'їздом програма КПРС зависла тягарем над ідеологами Кремля, тому що її детальні цифрові прогнози уже в середині 1960-х рр. виявилися примарними. Було вирішено вилучити програму із пропагандистського обігу й на певний час забути про перегляд Конституції.

## Поява терміна
У листопаді 1967 в доповіді Л.Брежнєва, присвяченій ювілею більшовицького перевороту, «П'ятдесят років великих перемог соціалізму» уперше з'явилася ідеологема Розвинутий соціалізм Під ним розуміли смугу розвитку тривалістю в кілька десятиліть між побудованим у 1930-ті рр. соціалізмом і повним комунізмом, коли матеріальні й культурні блага розподілятимуться між громадянами за потребами. Заднім числом М.Хрущов був засуджений за легковажне ігнорування Р.с. як об'єктивно існуючого етапу комуністичного будівництва.
60-ту річницю більшовицького перевороту ідеологи Кремля вирішили ознаменувати прийняттям нової Конституції СРСР. На XXV з'їзді КПРС в березні 1976 Л.Брежнєв оголосив, що питання про «Конституцію розвинутого соціалізму» цілком назріло. У жовтні 1977 позачергова сесія ВР СРСР прийняла нову Конституцію СРСР. В її преамбулі вперше офіційно було декларовано, що "в СРСР побудовано розвинуте соціалістичне суспільство". Р.с. характеризувався як закономірний етап на шляху до комунізму. У звітній доповіді Л.Брежнєва на XXVI з'їзді КПРС (лютий 1981) підкреслювалося, що концепція Р.с. допомогла партії уточнити й конкретизувати шляхи і строки реалізації програмних цілей. Генсек особливо підкреслив, що ця концепція допомагає визначенню стратегії і тактики партії на тривалий історичний період.